# Ментеш Камхи
Ментеш Моше Камхи е български революционер от еврейски произход, деец на Вътрешната македоно-одринска революционна организация.

## Биография
Ментеш Камхи е роден през 1877 година в македонския град Битоля, тогава в Османската империя. Заедно с брат си Рафаел Камхи се присъединява към ВМОРО и през Илинденското въстание подпомага организацията с пушки и въоръжение. Загива в концентрационния лагер Треблинка през 1943 г. заедно с по-голяма част от своето семейство. Дъщеря му Роза Камхи - Русо оцелява, скрита от свои съграждани по време на депортацията на битолските евреи.